# Марк Меций Руф
Марк Ме́ций Руф (лат. Marcus Maecius Rufus; умер после 86 года) — древнеримский политический деятель из неименитого плебейского рода Мециев, консул-суффект 81 года.

## Биография
Во времена правления императора Веспасиана Руф находился на посту проконсула провинции Вифиния и Понт. С ноября по декабрь 81 года он занимал должность консула-суффекта совместно с Луцием Турпилием Декстером. В 83—86 годах Руф был проконсулом Азии.